# Site antique du Pérennou
Le site antique du Pérennou est un ensemble de vestiges situé sur le territoire de la commune de Plomelin, dans le département du Finistère en région Bretagne.

## Localisation
Les deux sites principaux se trouvent sur les rives de l'Odet à proximité du château du Pérennou.
Les vestiges des thermes antiques sont sis au lieu-dit Le Pérennou 47° 55′ 00″ N, 4° 08′ 57″ O.
Les vestiges de la villa antique sont sis au lieu-dit Ar Gorré Bodivit 47° 54′ 47″ N, 4° 08′ 53″ O.

## Historique
Le site est inscrit au titre des monuments historiques depuis le 10 juin 2020.

### Thermes
Un monument mégalithique (trois dolmens) et des vestiges de bains romains datant du Ier siècle apr. J.-C. se trouvent sur le domaine du château du Pérennou. En 2008, le Conseil général du Finistère a acheté deux ha situés en contrebas du château du Pérennou incluant les vestiges des thermes romains, qui firent l'objet de fouilles en 1833, puis en 1889 et à nouveau en 2012. Une partie du contenu de ces fouilles (dont des mosaïques) se trouve au Musée départemental breton de Quimper.

« Long de 16 m et large de 7 m, le balneum se divisait en six pièces : un vestibule, le fomix (chaufferie), le caldarium (salle chaude), le tepidarium (salle froide) et l' apodyterium (vestiaire et salle des onguents). Les fondations et le reste de l' hypocauste (système de chauffage par en dessous utilisé par les Romains) qui sont encore visibles ont été restaurés. Les salles froide et chaude étaient décorées de pavements de marbres de quinze origines différentes et de couleurs variées ainsi que de peintures murales. (...) Une photo aérienne du site a par ailleurs permis de retrouver les traces d'un chemin menant à une villa romaine située à 450 mètres au-dessus, une « villa à portique en "U" ». »

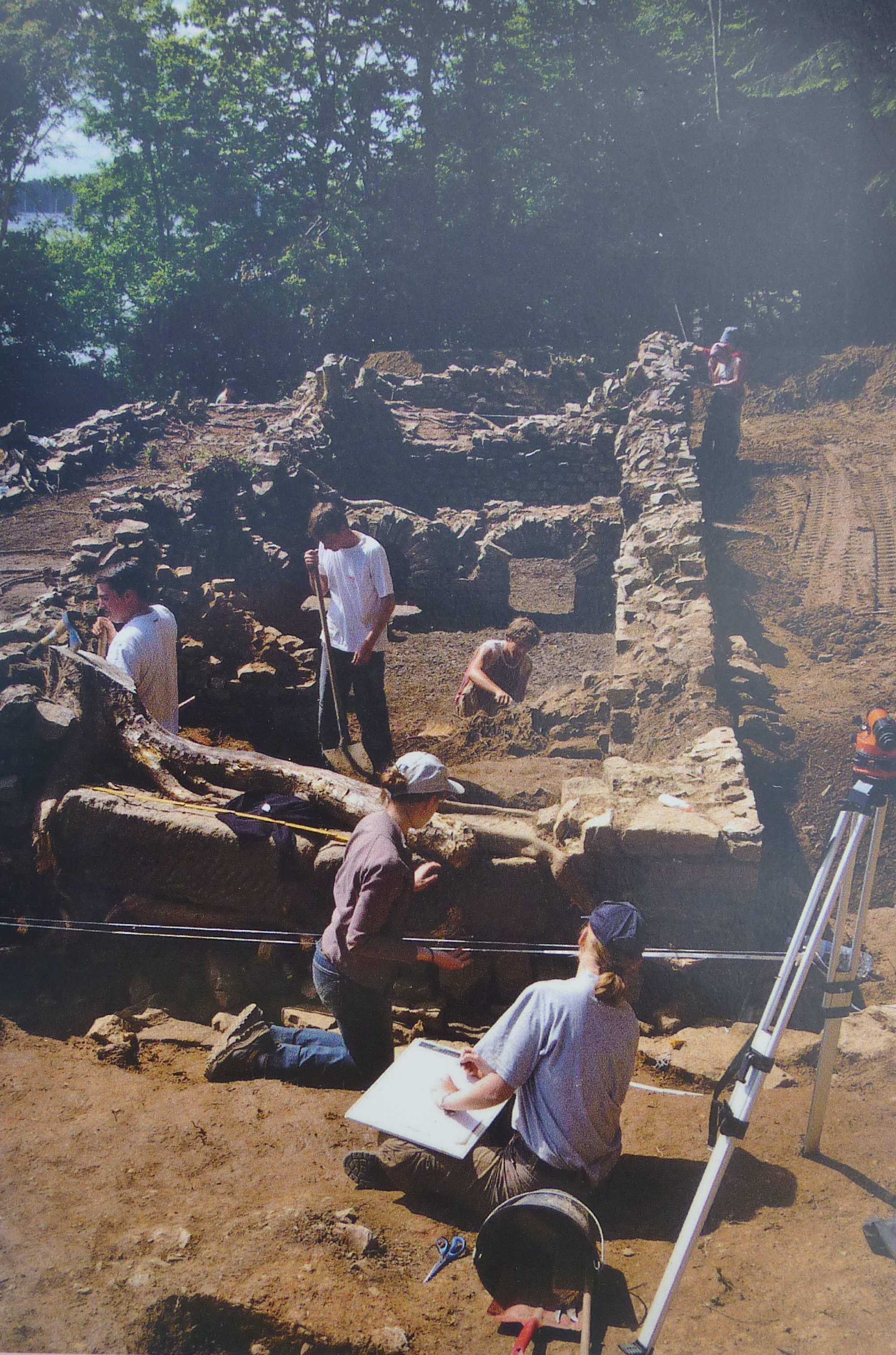
Plomelin : le chantier des fouilles des thermes de Perennou en 2008.
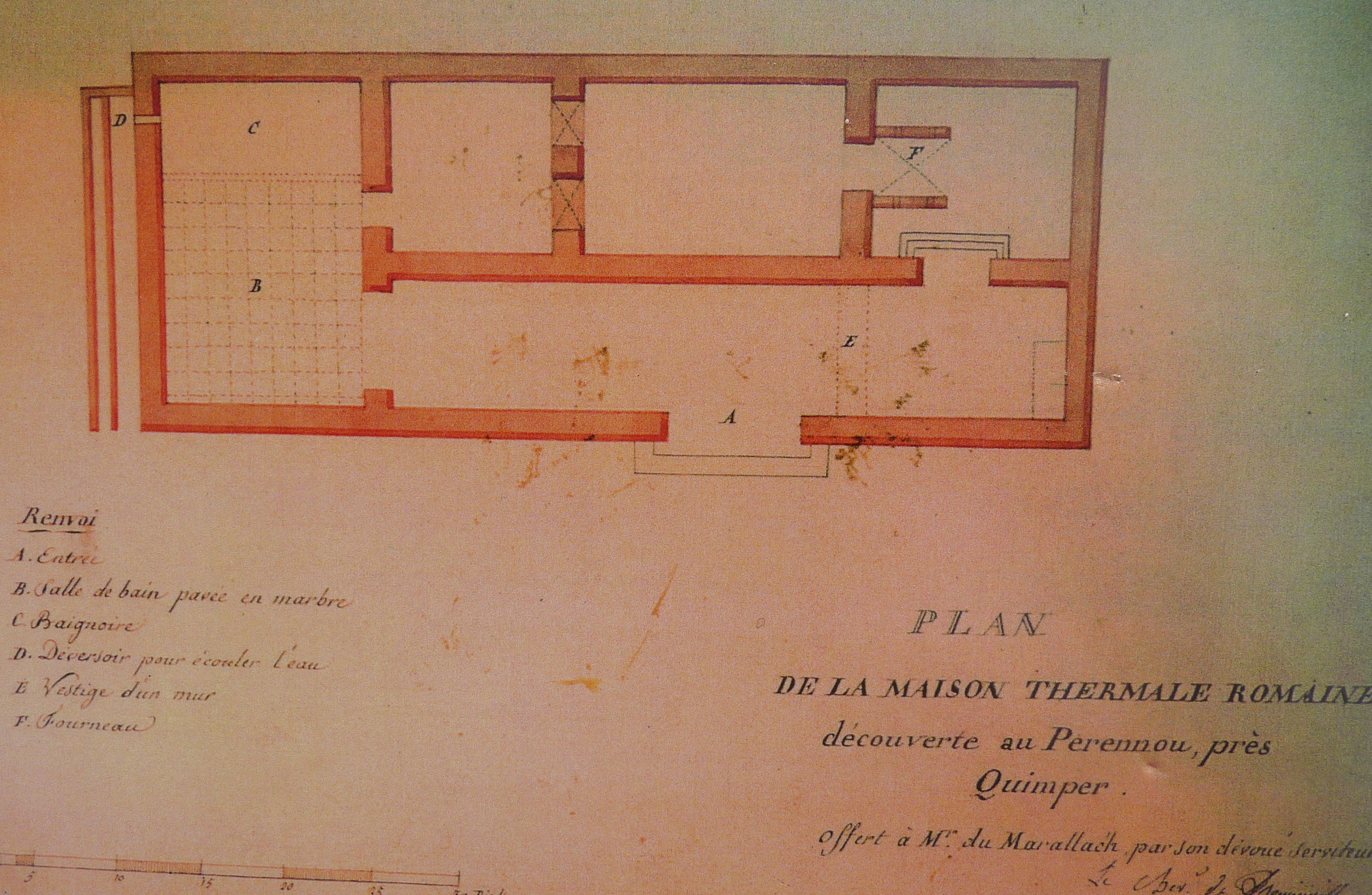
Plomelin : le plan des thermes romains de Perennou.
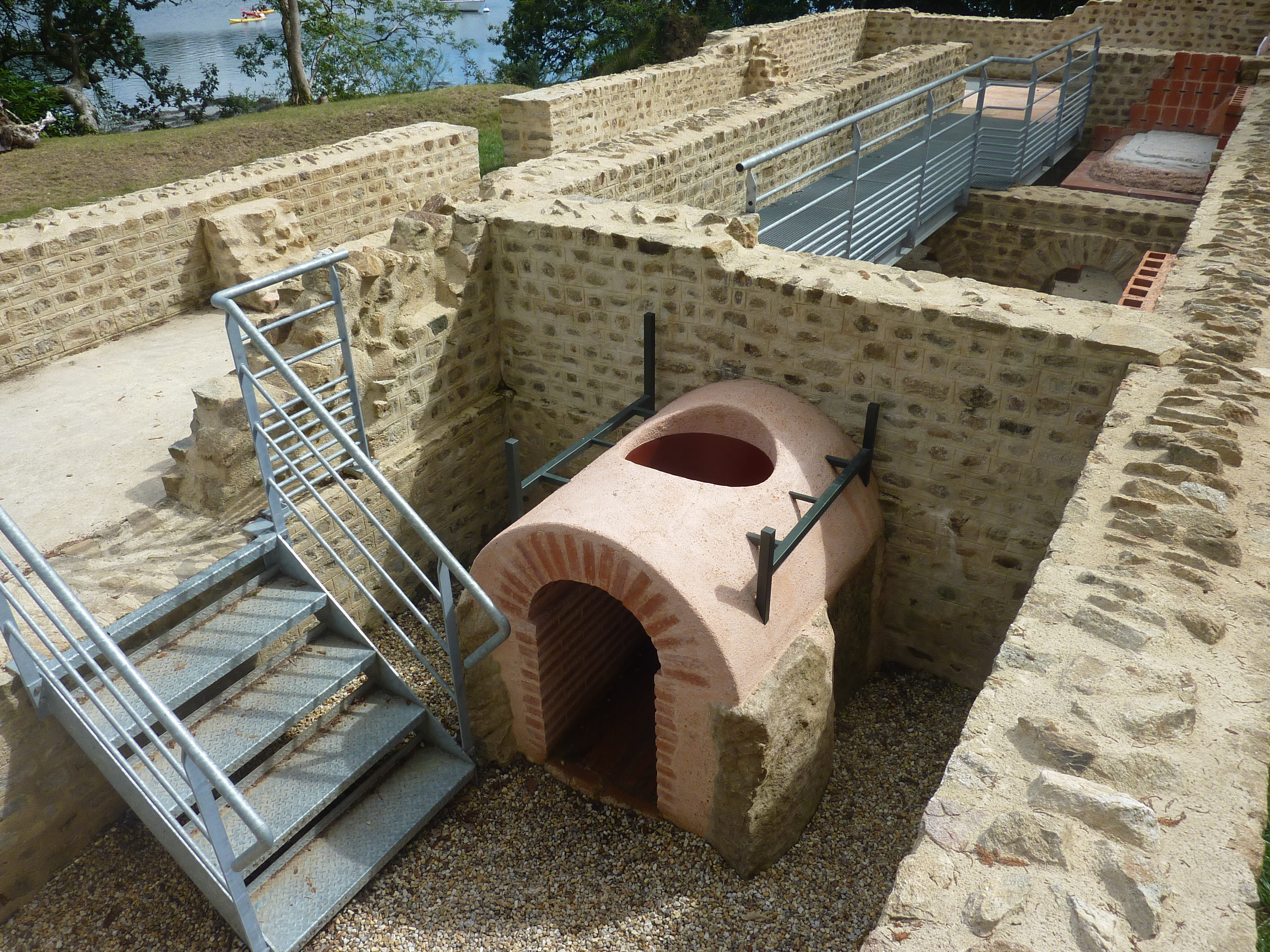
Plomelin : les thermes de la villa gallo-romaine de Perennou (état actuel après restauration).
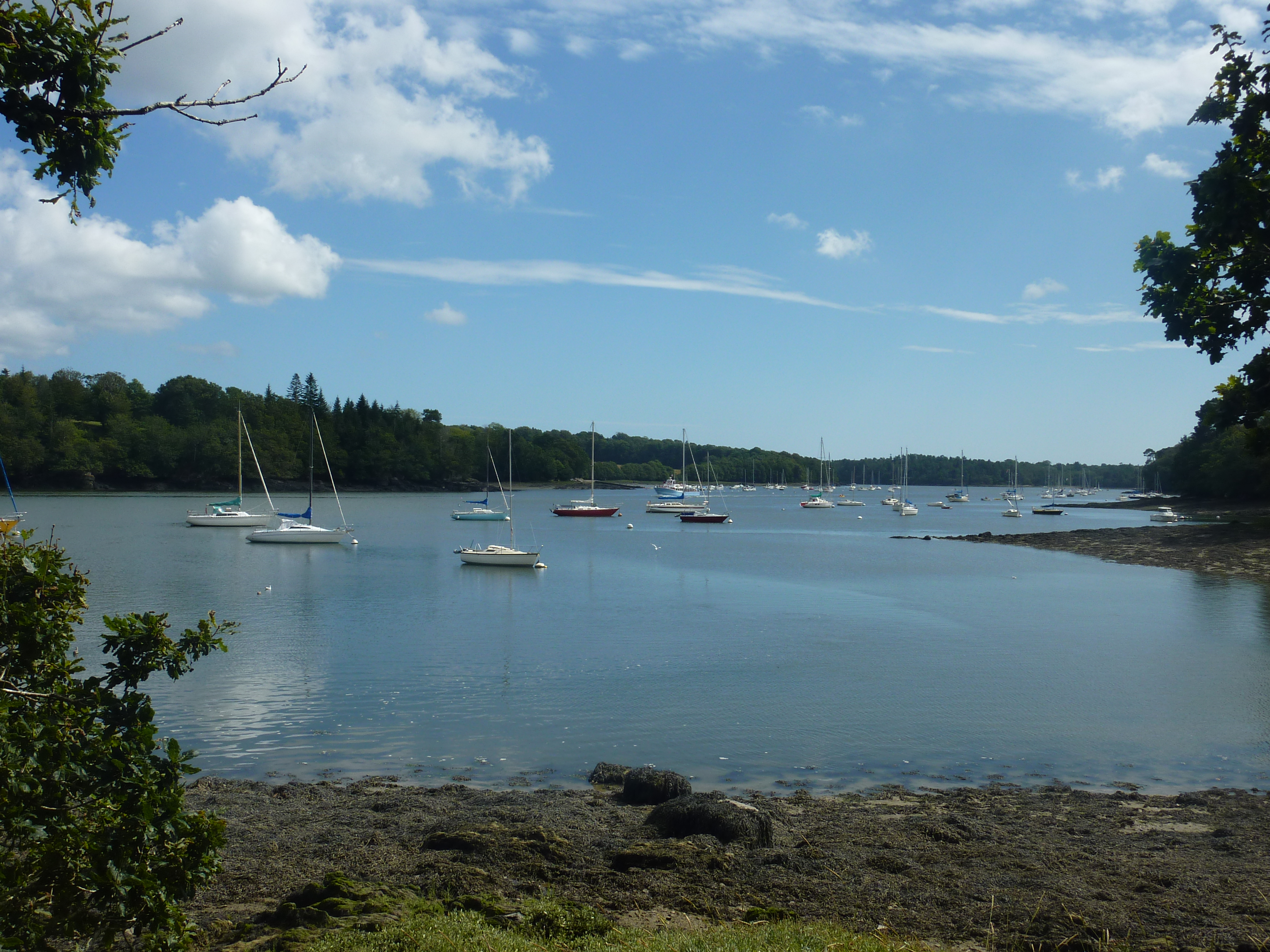
Plomelin : l'Odet vu des thermes de Perennou.

### Villa gallo-romaine
Sur les rives de l'Odet, les restes d'une villa gallo-romaine se trouvent à Gorre Bodivit (découverts en 1834 et ayant à l'époque fait l'objet d'une campagne de fouille par Jean-Félix du Marhallac'h (alors châtelain propriétaire du château de Perennou) ont fait l'objet de nouvelles fouilles à partir de 2008 et depuis 2014) et de thermes (qui dépendaient de la villa gallo-romaine précitée) au Pérennou, également fouillés par Jean-Félix du Marhallac'h ; une partie du système de chauffe et des pavements furent transférés en 1873 au musée breton de Quimper ; le site fut nettoyé en 1889 par l'abbé Abgrall ; le site fut acquis en 2006 par le département du Finistère. Des poteries fines, décorées d'ornements en relief et timbrées au nom d'Albinus, des médailles à l'effigie de Tiberius Cæsar, de l'an 14 à l'an 37 après J.-C, d'autres de Victorin, tyran associé en Gaule à Postume entre 264 et 268, avaient été trouvées lors des fouilles réalisées au XIXe siècle. Le site est inscrit à l'inventaire des Monuments historiques depuis le 10 juin 2020 .

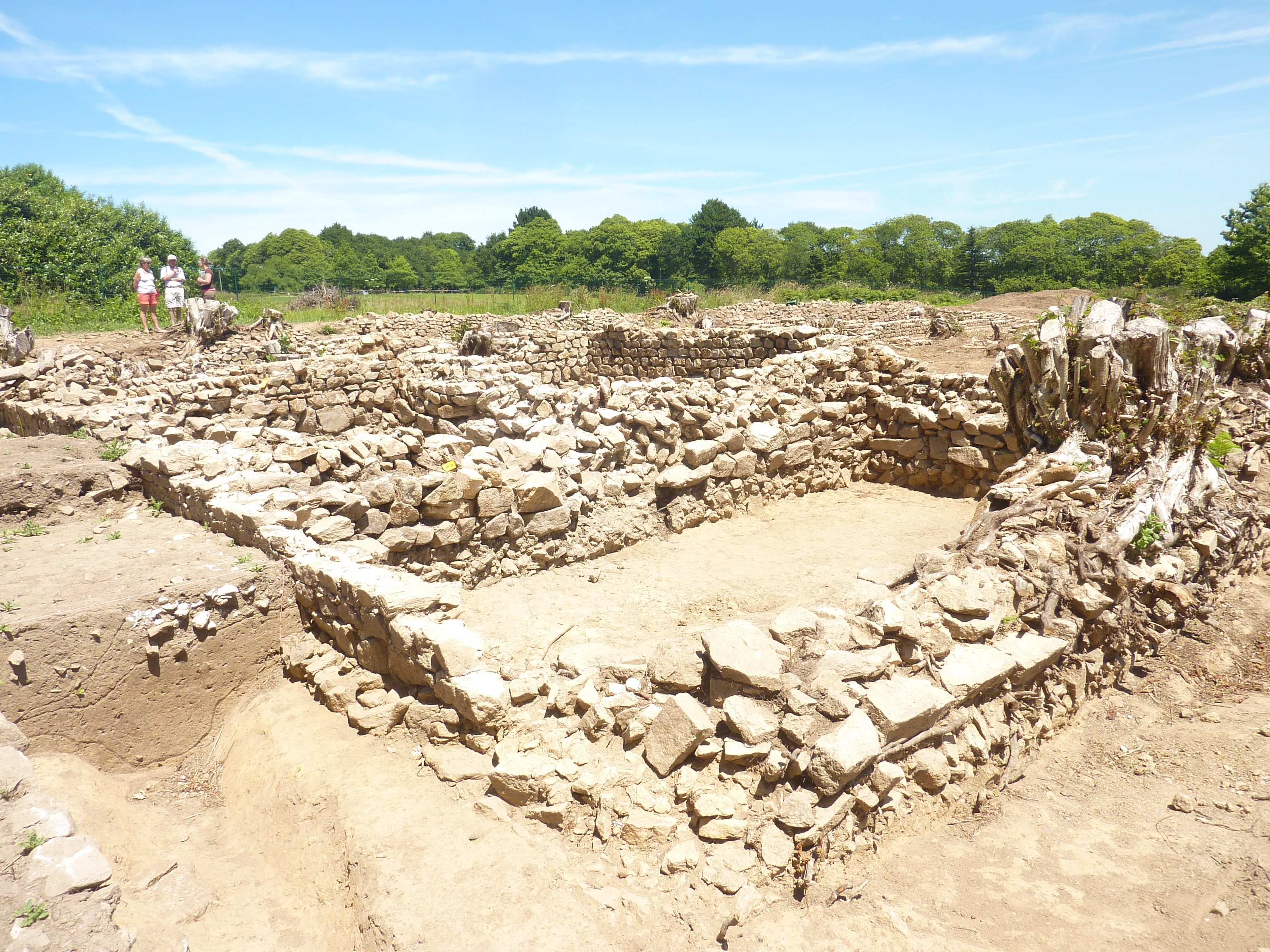
Les ruines de la villa gallo-romaine de Gorre Bodivit 1
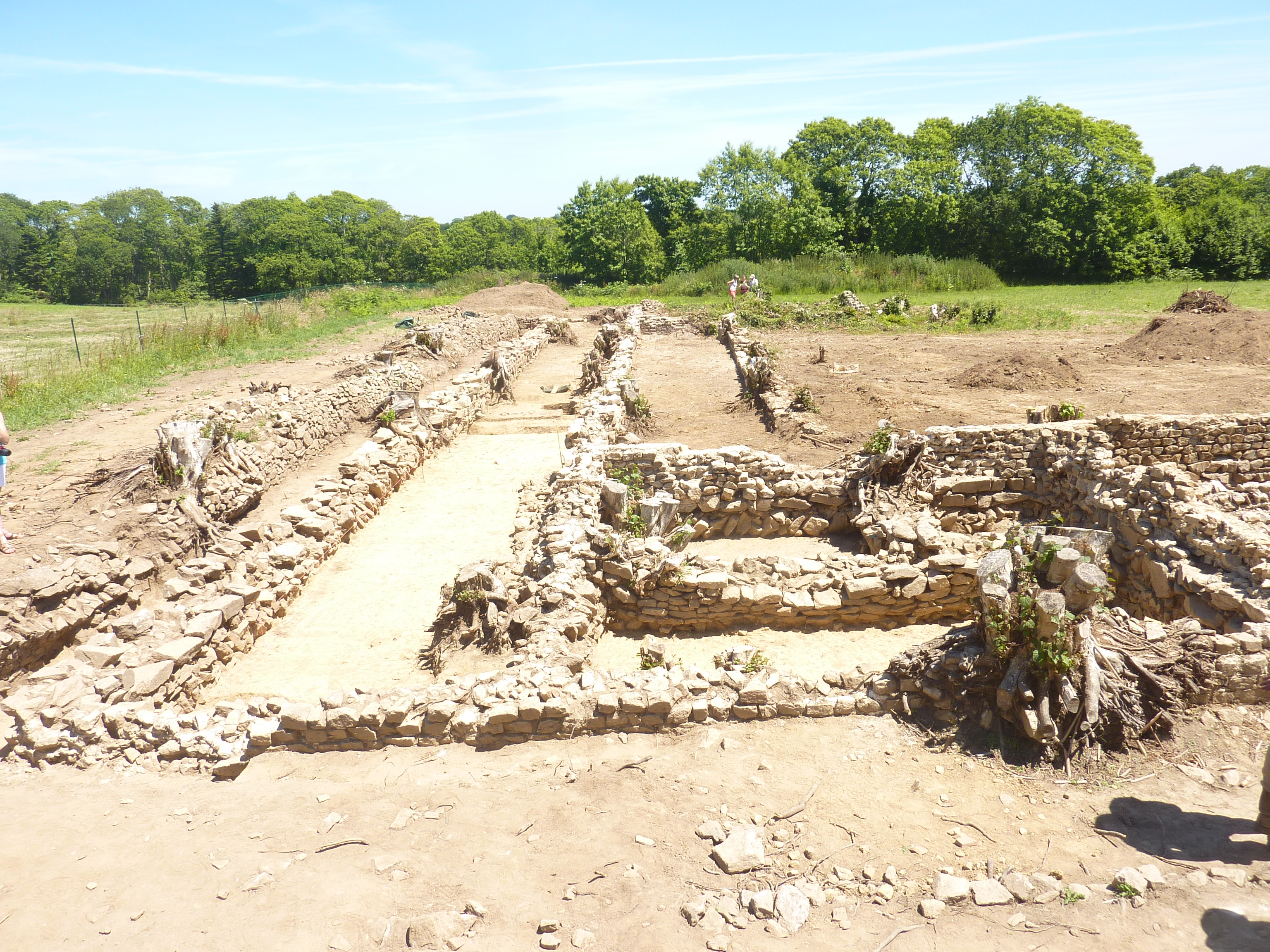
Les ruines de la villa gallo-romaine de Gorre Bodivit 2
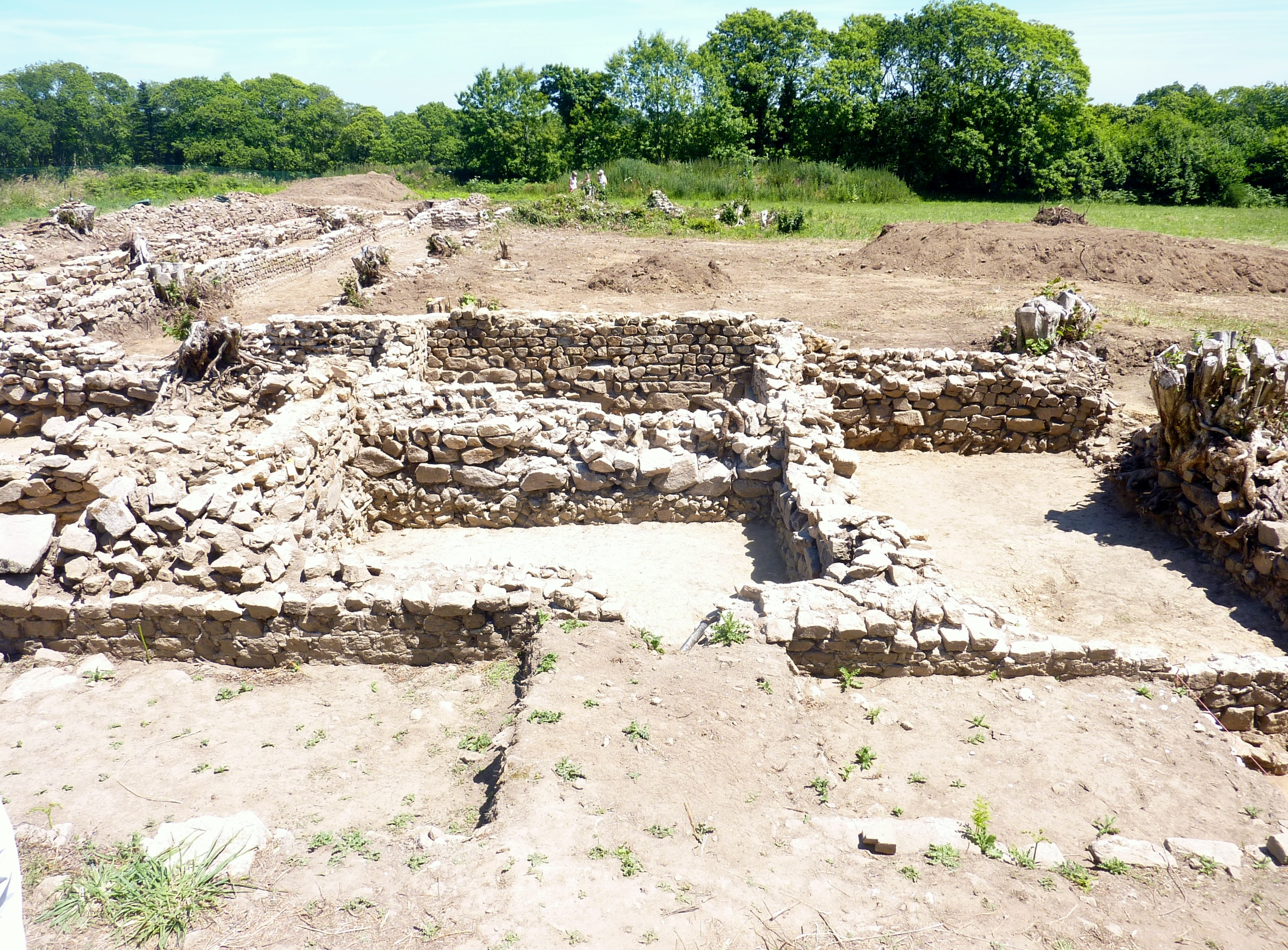
Les ruines de la villa gallo-romaine de Gorre Bodivit 3
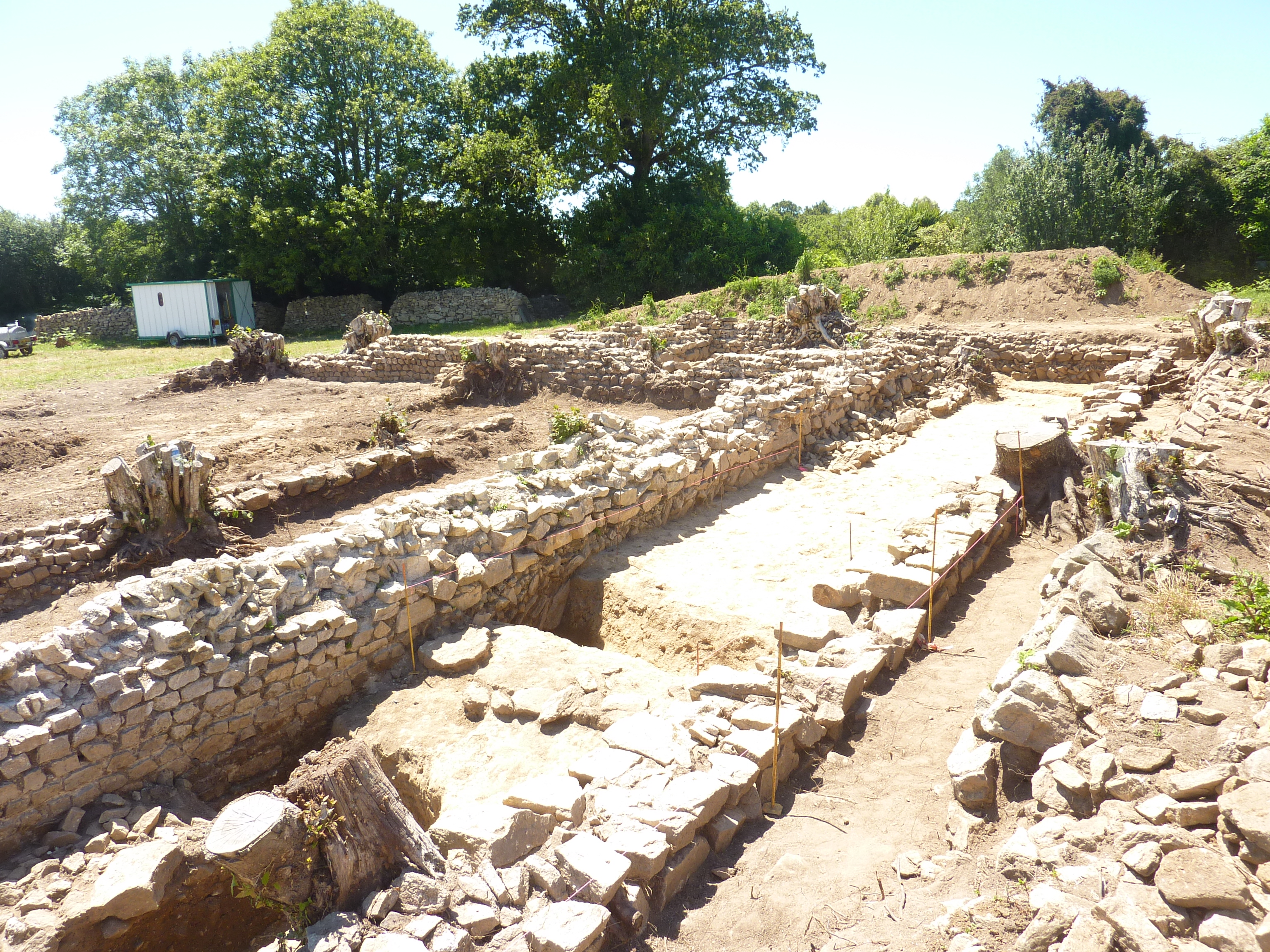
Les ruines de la villa gallo-romaine de Gorre Bodivit 4
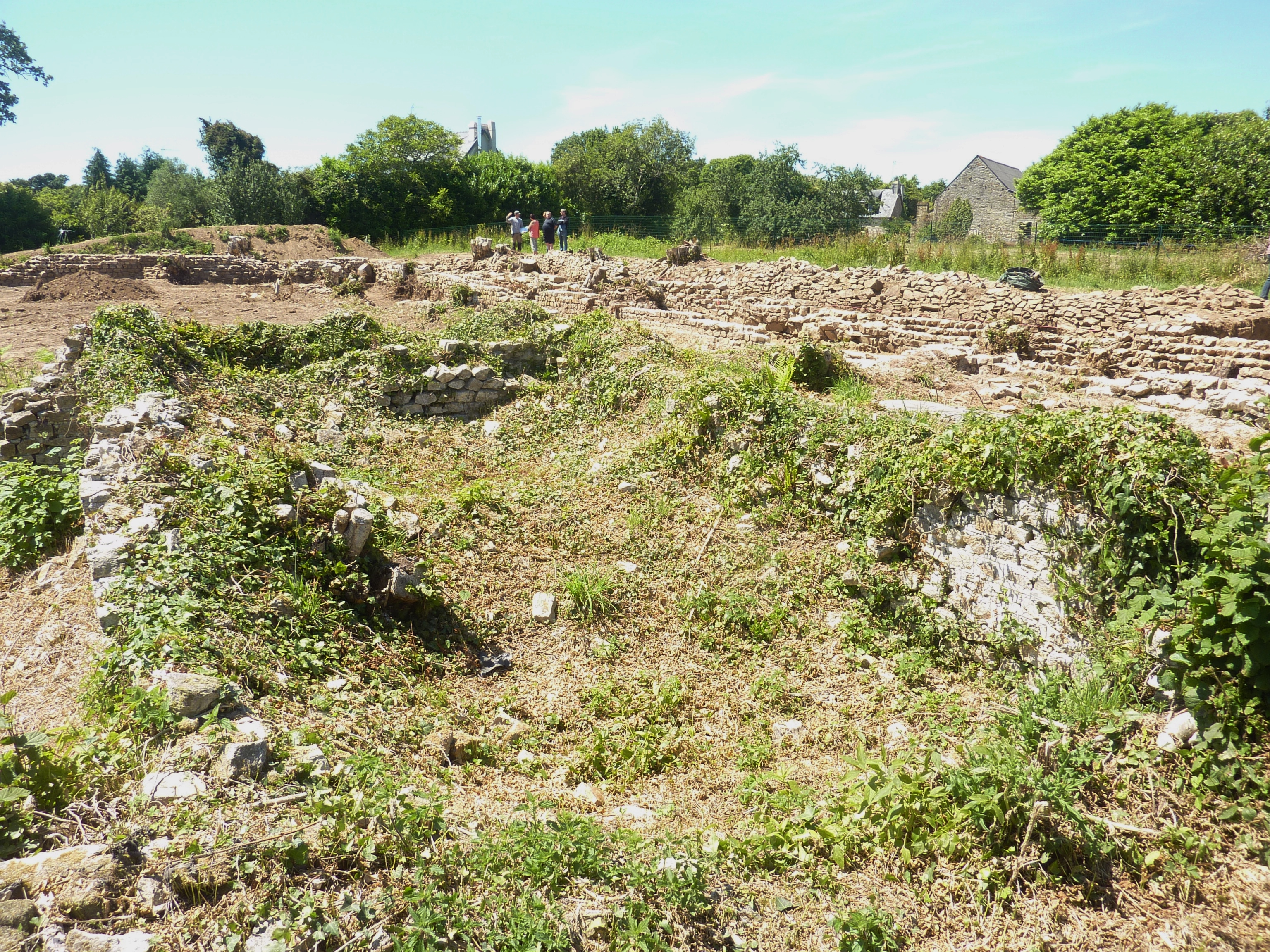
Les ruines de la villa gallo-romaine de Gorre Bodivit 5

La campagne de fouilles de 2020 a permis d'étudier les niveaux gaulois antérieurs à la villa romaine, et de découvrir notamment 16 trous de poteaux monumentaux révélant la présence de quatre greniers à grains, ainsi que des poteries.
La statue d'un cavalier à l'anguipède, datant de l'époque gallo-romaine, trouvé près du manoir de Kerlot, se trouve dans le parc du château de Keraval.
La voie romaine allant de Civitas Aquilonia (Quimper) à Penmarch passait par Plomelin, un embranchement desservant la villa du Perennou.